# Солунка Илчева
Солунка Димитрова Николова Илчева е деятелка на Българската комунистическа партия.

## Биография
Родена е в 1911 година в солунското българско село Бугариево, тогава в Османската империя. Сестра е на видния комунистически деец Александър Димитров. Емигрира в България и се установява в Пловдив. В 1930 година става член на Работническия младежки съюз. От 1932 до 1934 година е членка на Окръжния комитет на РМС в Пловдив. От 1934 до 1936 година учи в Международната ленинска школа в Москва, СССР. След завръщането си в България от 1936 до 1937 година отново е членка на Окръжния комитет на РМС в Пловдив. Арестувана е и лежи в затвора. От 1942 до 1944 година е членка на Районния комитет на БКП в Пловдив.
След Деветосептемврийския преврат работи в Градския комитет на ОФ и БКП в Пловдив от 1945 до 1950 година и в Централния комитет на Българската комунистическа партия от 1950 до 1962 година.
Оставя спомени.